# Dejan Savić
Dejan Savić (in serbo Дејан Савић?; Belgrado, 24 aprile 1975) è un ex pallanuotista e allenatore di pallanuoto serbo, vincitore di cinque medaglie olimpiche (tre da giocatore, due da allenatore).

## Carriera

### Allenatore
Ritiratosi nel 2011 dalla Stella Rossa come giocatore, iniziò una nuova avventura nella stessa, questa volta da allenatore. Mantenne questo ruolo fino al 2015, anno in cui lasciò l'incarico per potersi focalizzare sulle olimpiadi prossime, in questo lasso di tempo guidò la squadra alla vittoria di una Eurolega, una  Supercoppa LEN e due campionati serbi. Nel 2013 prese il posto da ct della Serbia a Dejan Udovičić, con la Serbia annovera il maggior successo sportivo, un oro a Rio 2016. Nel 2017 è tornato sulla panchina della Stella Rossa, nel 2018 dopo una serie di risultati negativi e dopo l'eliminazione dalla Coppa di Serbia ha deciso di dare le dimissioni dalla carica. Il 18 febbraio 2022 riprende nuovamente le redini della Stella Rossa succedendo il posto da Mirko Vičević. Il 2 ottobre 2022 si è dimesso dalla carica di commissario tecnico della Serbia dopo aver ottenuto un gran numero di successi, tra cui due ori olimpici, uno mondiale e tre europei. Il 13 gennaio 2023 si è dimesso nuovamente dalla panchina della Stella Rossa, mentre dal 23 marzo 2023 ne è membro del consiglio generale per quel che concerne la formazione femminile. A partire dall'aprile 2023 allena lo Sliema, nel campionato estivo maltese, mentre nel novembre dello stesso anno passa all'Al Qadsiah, in Arabia Saudita. il 26 novembre 2024 è annunciato come commissario tecnico della nazionale del Montenegro.

## Palmarès

### Giocatore

#### Trofei nazionali
- Coppa di Jugoslavia: 2

Partizan: 1990, 1991
- Campionato serbo-montenegrino: 1

Partizan: 1995
- Coppa di Serbia e Montenegro: 4

Partizan: 1992, 1993, 1994, 1995
- Campionato spagnolo: 1

Barceloneta: 2000
- Copa del Rey: 2

Barcellona: 1999
Barceloneta: 2000
- Campionato russo: 1

Sintez Kazan: 2007

#### Trofei internazionali
- Coppa delle Coppe: 1

Partizan: 1991
- Coppe LEN: 1

Partizan: 1997-98
Sintez Kazan: 2006-07
- Supercoppa LEN: 1

Partizan: 1991
Pro Recco: 2003

### Allenatore

#### Trofei nazionali
- Campionato serbo: 2

Stella Rossa: 2013, 2014
- Coppa di Serbia: 2

Stella Rossa: 2013, 2014

#### Trofei internazionali
- Coppa dei Campioni/Eurolega: 1

Stella Rossa: 2012-13
- Supercoppa LEN: 1

Stella Rossa: 2013